# アスパーク
株式会社アスパーク(英称：Aspark Co., Ltd.）は、技術系・化学系・医療系の労働者派遣事業を中心に事業を展開している日本の企業。
電気自動車 (EV) でありハイパーカーである「アウル (Owl)」の開発で知られる。
アスパークは、ものづくりを通じて新しい価値を創造し、エンジニアの市場価値向上に注力している企業。おもしろさや楽しさを大切にし、努力を惜しまず、新たなプロジェクトに挑戦する姿勢を持っている。多くの企業との経験と知識を活かし、最適なソリューションサービスを提供するためにコンサルタントが複数の観点から課題解決策を見つけ出し、ノウハウを共有しサービスを提供している。
様々な分野で技術開発に挑戦し、スピード感を持ち、顧客ニーズに合わせて新しいサービスや製品を生み出してきた。3,000人以上のエンジニアが在籍し、企業とエンジニアの成長を支援し、技術サービスを通じて企業の課題解決に貢献している。

## 概要
2005年（平成17年）10月に会社設立、2014年（平成26年）1月14日付で持株会社制に移行。北は東北から南は九州まで、北海道と沖縄を除く全国で事業展開しているほか、タイとインドネシアに現地法人やオフィスを有する。中心となる技術系人材派遣事業のほかに医療系人材派遣事業も行なっている。
株式会社イケヤフォーミュラの協力のもと、0-100km/hを1.69秒で走破するEVハイパーカー「アスパーク・アウル」を開発し、2017年（平成29年）9月12日から開催された IAA 2017（フランクフルト・モーターショー 2017年）で公開した。

## 歴史

### 年表

#### 2000年代
- 2005年（平成17年）10月 - 創業 / 元・人材派遣会社社員の吉田眞教が起業し[5]、特定労働者派遣事業の届出を行い、株式会社アスパークを設立[1]。人材派遣事業（機械・電気・電子設計開発の分野への人材派遣）を開始する[1]。
- 2006年（平成18年）
  - 3月 - 化学、ソフト分野への人材派遣事業を開始。
  - 5月 - メディカル事業部を開設、医薬分野への人材派遣を開始。
- 2007年（平成19年）6月 - 技術開発センターを開設。
- 2008年（平成20年）8月 - 資本金を3,500万円に増資。
- 2009年（平成21年）
  - 1月 - ロボット事業部を開設。
  - 9月 - エージェント事業部を開設。医療機関への看護師の紹介事業を開始。
  - 12月 - 大阪市北区鶴野町にてオフィルビル「梅田ゲートタワー」が完成し、入居する企業の一つとして当社も本社を移転する。

#### 2010年代
- 2010年（平成22年）3月 - 薬剤師の紹介事業を開始。
- 2011年（平成23年）
  - 3月 - システムインテグレーション事業部を開設。システム運営・ウェブサイト運営・広告の最適化を行う等のサービスを開始。
  - 4月1日[6] - メディカル事業部をアスパークから分社し、株式会社アスパークメディカルを設立[6]。
  - 12月 - 株式会社ファル・メイトを完全子会社化する。
- 2012年（平成24年） - 吉田眞教社長が「世界で唯一のものをつくりたい」と社内公募を実施[7]。EVハイパーカー「アウル (Owl)」に繋がる企画が発足する。
- 2014年（平成26年）
  - 1月14日 - 当社が持株会社制へ移行し、株式会社アスパークホールディングス（略記：株式会社アスパークHD）を設立する[1]。
  - 4月 - R&D事業本部を設立。電気自動車の開発プロジェクト（アウル・プロジェクト）の発足。資本金を5,000万円に増資。
- 2015年（平成27年）
  - 8月[8] - タイのバンコクにアスパークリクルートメント株式会社を設立[8]。
  - 9月 - 栃木県にR&D事業部栃木開発センターを設立。

- 2017年（平成29年）
  - 9月12日 - ドイツのフランクフルト・アム・マインで開催された IAA 2017（フランクフルト・モーターショー 2017年。プレスデー：9月12-13日、一般公開日：9月14-24日）にて、Manifattura Automobili Torino (en) と共同で、アウルを公表する（■右列とギャラリーに画像あり）。
- 2018年（平成30年）
  - 2月11日 - 栃木県で開発が進められてきたEVハイパーカー「アウル」の試作車による走行試験が（新鹿沼駅近くの小さな駐車場で）行われ[9][10]、0–100 km/h加速 1.69秒の記録を樹立する[10][11][12][13]。これにより、同車は「0–100 km/h加速で、史上最速の自動車」となった[11][12][13]。
  - 8月22日以前 - 上海蔚来汽車が開発・発売しているEVハイパーカー「NIO EP9」が、ニュルブルクリンクの北コースでのタイムアタックで、ラップタイム6分45秒25を記録し[14][15]、総合力を問われるこのコースにおける「史上最速の市販自動車」（通称：ニュル最速の市販車）となる[14][15]。
  - 8月23日 - 子会社化した株式会社ジャイロを「株式会社アスパークエステート」へと社名変更する[16]。
  - 9月 - 事業拡大に伴い、看護師紹介事業を株式会社ファル・メイトに移管。
  - 10月2日～14日 - パリで開催されたモンディアル・ド・ロトモビル 2008 (2018 Paris Motor Show) にアウルの市販プロトタイプを出展。
  - 11月1日 - アウルの市販プロトタイプの試験が続く。
  - 11月29日 - 株式会社アスパークエステートが「株式会社アステート」へと社名変更[16]。
- 2019年（令和元年）
  - 3月7日～17日 - リマック・アウトモビリが開発したEVハイパーカー「コンセプトワン」 (Rimac Concept_One) の後継車である「コンセプトツー」 (Rimac C_Two) （開発名）が、サロン・アンテルナショナル・ド・ロト（ジュネーブモーターショー）に出展される[17]。その最高速度は 412 km/h[17]。「最高速度で史上最速の電気自動車」である。
  - 11月12日～16日 - ドバイで開催されたドバイ国際モーターショー（英語版）にアウルの市販プロトタイプを出展[18]。最高速度 400 km/hを謳う[18]（■ギャラリーに画像あり）。

#### 2020年代
- 2020年（令和2年）
  - 3月 - リマック・アウトモビリが「コンセプトツー」の正式車名の発表と世界発売を予定していたが[17]、延期が決まる[19]。
  - 4月 - アルパーク・アウルの世界発売が予定されていたが、延期が決まる。
  - 4月中旬 - アルパーク・アウルの最初の関連作品として、フランスのモバイルゲームアスファルト8:Airborneが同車を登場させる。
  - 9月下旬 - イギリスはオックスフォード近郊のブレナム宮殿で開催された Salon Prive Concours d’Elegance 2020 で、アウルのプロダクション・バージョン（製造販売バージョン）が披露される（■右列に画像あり：a, b）。
  - 12月 - EVハイパーカー「アスパーク・アウル」の世界発売[7]。これにより、同車は加速力と最高速度で「史上最速の、公道を走行可能な電気自動車」となった。

### アウル
イケヤフォーミュラの協力のもと開発されたEVハイパーカー。2017年（平成29年）9月12日から開催されたフランクフルトモーターショーで、コンセプトカーが一般公開された。バッテリーにはリチウムイオンポリマー二次電池を採用し、乗降用ドアはバタフライドアとなっている。
モーターショー後は日本の栃木県で開発が続行され、2018年（平成30年）2月11日の試験では0-100 km/h加速タイム1.69秒を記録し、「0-100km/h加速で史上最速の自動車」となった。この時点では最高速度を追求できる段階には至っておらず、同年11月のインタビューでは吉田眞教社長が「280 km/hまでは余裕で出せるところまで来ている」と語っている。そして、2019年（令和元年）11月12日からドバイで開催されたドバイ国際モーターショーに出展した段階では、最高速度400km/hを謳うようになった。
2019年（平成31年/令和元年）に発表された市販車のプロトタイプを経て、2020年（令和2年）9月下旬に市販仕様が発表され、同年12月に発売された。50台限定の受注販売で、価格は350万ユーロ、日本円で4億6,000万円。諸元にある最高速度は市販プロトタイプによって達成された。またこれにより、同車は「史上最速の公道を走行可能な電気自動車」となった。なお「史上最速の電気自動車」としては、リマック・アウトモビリが2019年に発表したハイパーカー「コンセプトツー」 (Rimac C_Two) （開発名）が412km/hを記録しており、それより後に 400 km/hを記録したアウルは首位に立つ機会を逃す事となった。反面、加速性能ではコンセプトツー（0–100 km/h加速1.85秒）よりも優位に立っている。
また吉田によれば、現在のところニュルブルクリンク・ノルドシュライフェでのタイムアタックについて、挑戦の予定は無いという。「パワーや加速だけでは攻略できない総合力を問われる世界であり、容易く取り組めるものではない」としながらも「将来的には挑戦する意思がある」と語っている。

#### ギャラリー

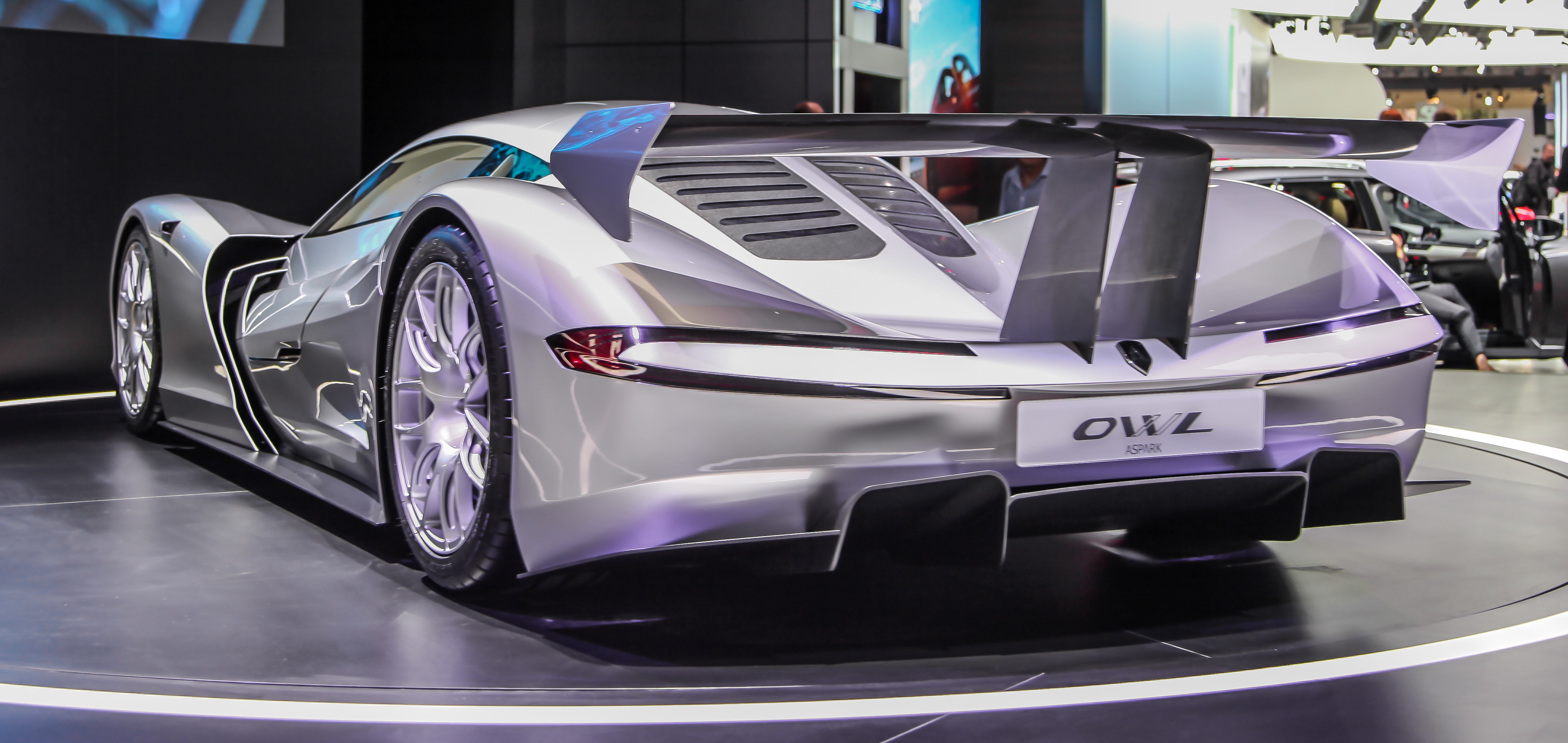
コンセプト・バージョン IAA 2017 (en) にて
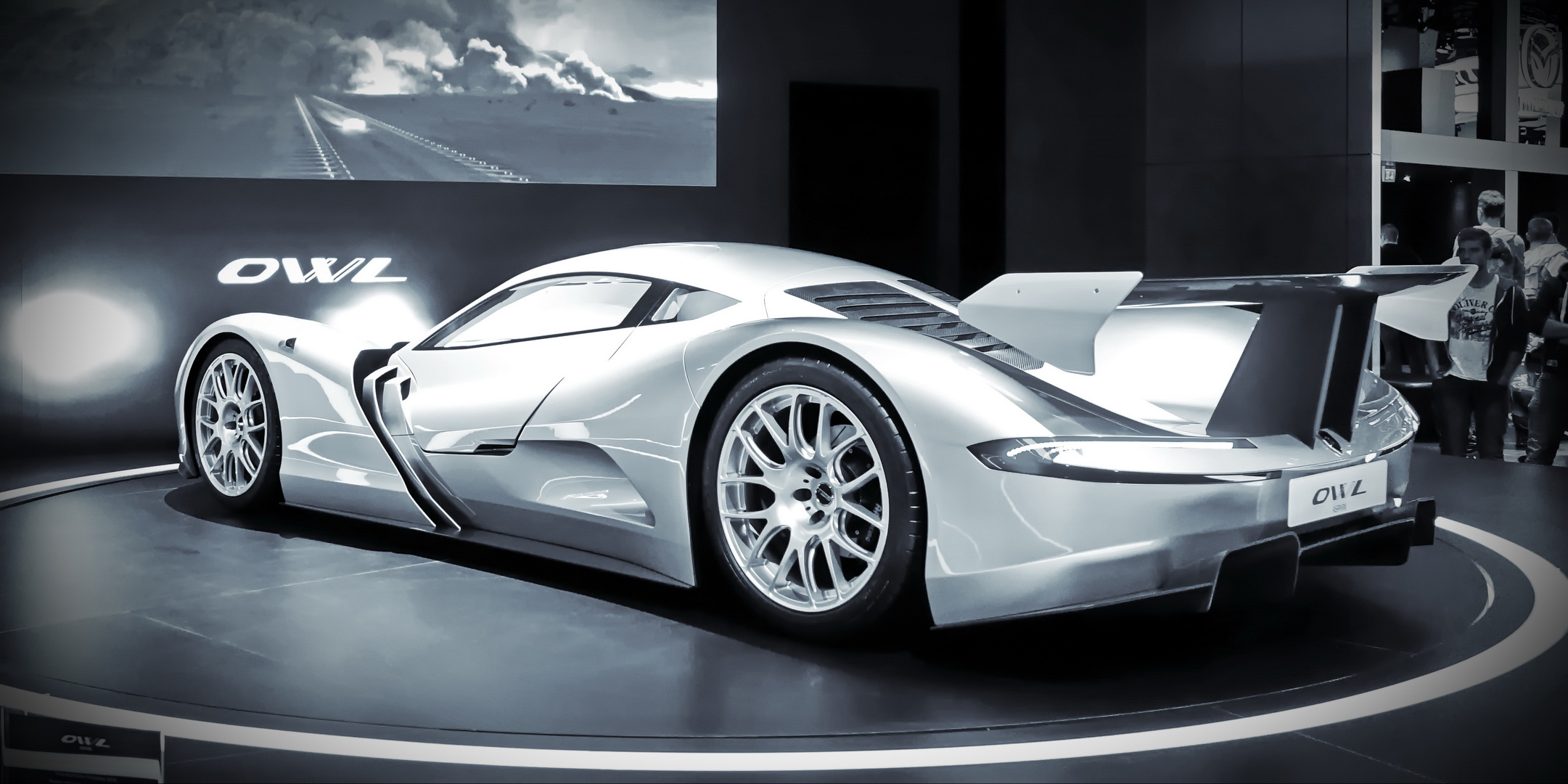
同左
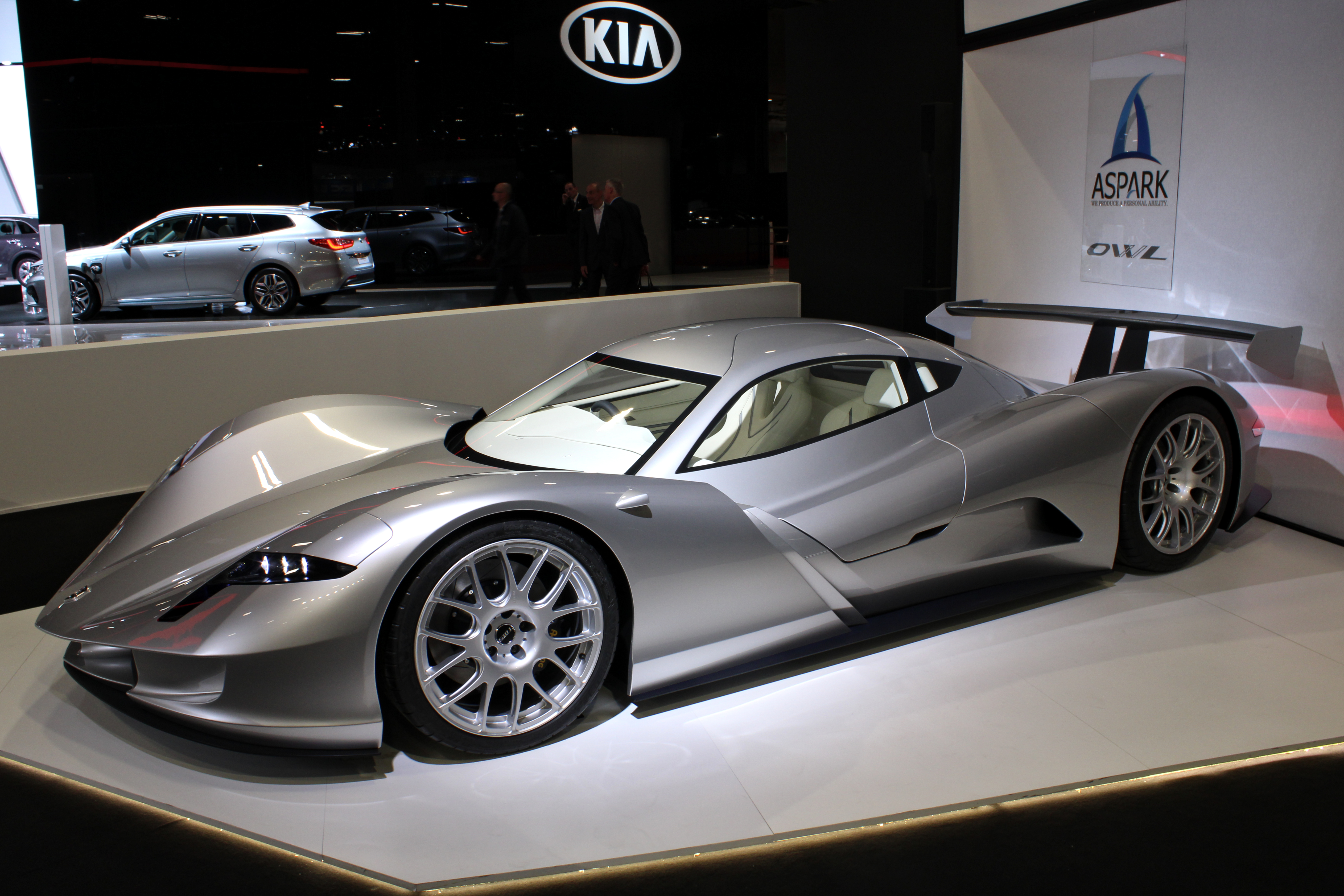
市販プロトタイプ モンディアル・ド・ロトモビル 2008 (en) にて
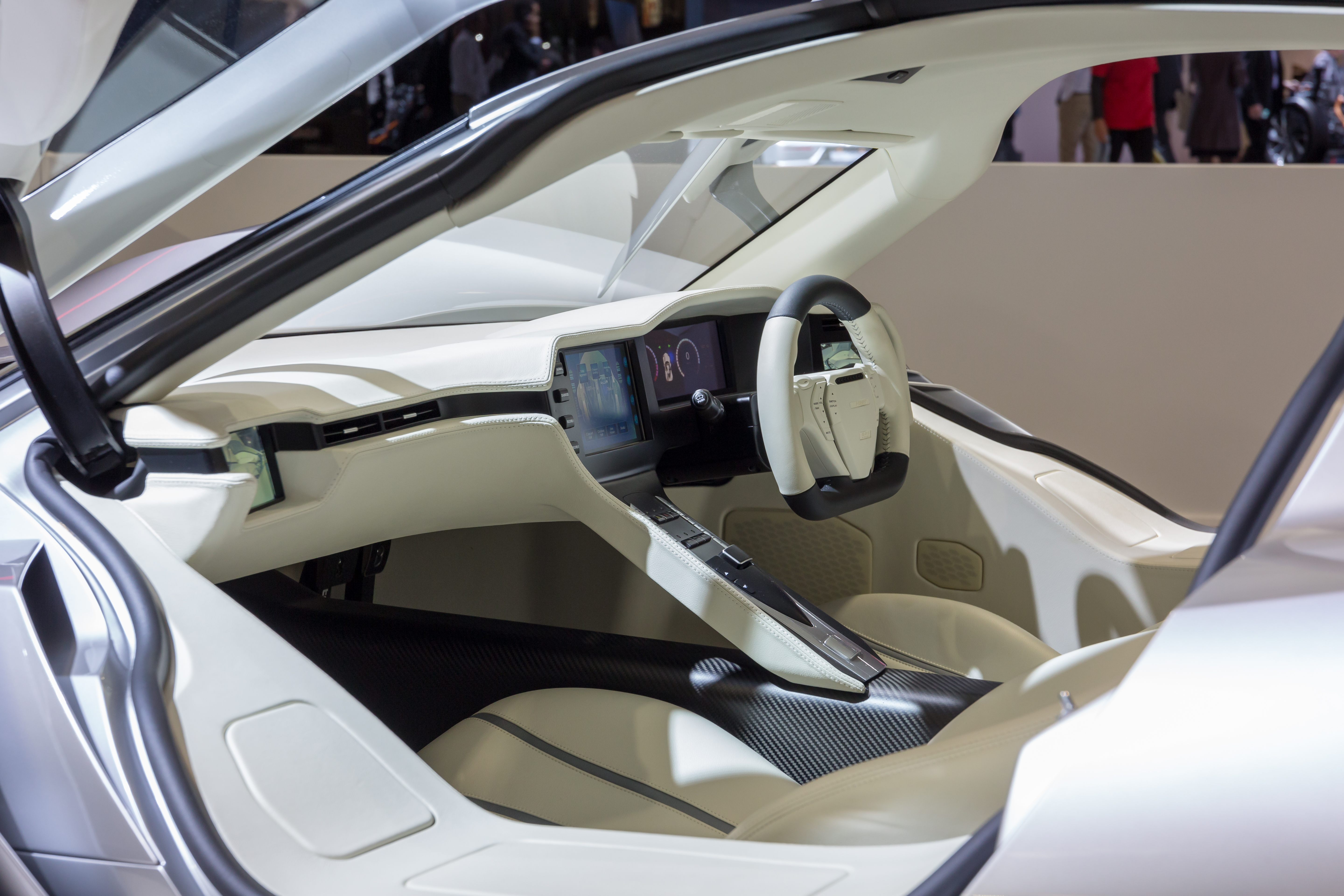
同左

#### その他
フランスのモバイルゲーム『アスファルト8:Airborne』（2013年運営開始）では、"high-end Class S car" の新車種として2020年（令和2年）4月中旬に本車が登場している。

## 代表者
- 吉田 眞教（よしだ まさのり）[1][5]

創業者。初代社長。奈良県出身。京都大学大学院を修了後、大手人材派遣会社に就職。その後、独立し、2005年（平成17年）に株式会社アスパークを設立。

## グループ会社
- 株式会社アスパークホールディングス

親会社。2014年（平成26年）1月14日設立。資本金：5,000万円。本社所在地：大阪府大阪市北区鶴野町1-9 梅田ゲートタワー10F。
- 株式会社ファル・メイト (Pharmate Co., Ltd.) [22]

2004年（平成16年）7月12日設立。資本金：4,000万円。本社所在地：大阪府大阪市中央区安土町2-3-13 大阪国際ビルディング9F。事業内容：人材派遣、人材紹介。
- 株式会社アスパークメディカル (Aspark Medical Co., Ltd.) [6]

2011年（平成23年）4月1日設立。資本金：4,000万円。本社所在地：大阪府大阪市中央区淡路町1-4-9 TPR北浜ビル9F。事業内容：医薬品開発支援。人材派遣、人材紹介。
- 株式会社アステート [16]

2015年（平成27年）10月5日、株式会社ジャイロとして設立。社名の変遷：株式会社ジャイロ→株式会社アスパークエステート（2018年8月23日～）→株式会社アステート（2018年11月29日～現在）。本社所在地：大阪府大阪市北区鶴野町1-9。
- パオスタッフサービス株式会社 (Paostaff Service Inc.) [23][24]

2007年（平成19年）11月8日設立。資本金：2,500万円。本社所在地：東京都千代田区鍛冶町2-7-1 神田IKビル6F。事業内容：人材派遣、人材紹介。移動体通信システムの企画調査・分析。移動体通信技術の研修・教育コンサルティング。
- アスパークリクルートメント株式会社 (Aspark Recruitment Co., Ltd.) [8]

2015年（平成27年）8月設立。本社所在地：タイ王国バンコク都ワッタナー区内。事業内容は、エンジニア専門人材紹介（タイ人、日本人）。